# Сиваков, Юрий Леонидович
Ю́рий Леони́дович Сивако́в (бел. Юрый Леанідавіч Сівакоў, род. 5 августа 1946, п. Онор Кировского района Сахалинской области) — белорусский государственный деятель, министр внутренних дел (февраль 1999 — апрель 2000), министр спорта и туризма (2003—2005). Кандидат юридических наук.
В 1966 году окончил Дальневосточное Высшее танковое училище, в 1977 — командный факультет Военной академии бронетанковых войск, в 1995 — Академию управления при Президенте Республики Беларусь. Армейскую службу проходил на разных командных должностях, работал в аппарате Совета министров Беларуси, Совета безопасности Беларуси. В 1999—2000 министр внутренних дел, в 2000—2001 заместитель главы администрации президента, в 2003—2005 министр спорта и туризма Беларуси.
Имеет ряд государственных орденов и медалей, орден Князя Владимира III степени Русской православной церкви.
Из публикаций Wikileaks стало известно, что на Западе Сивакова подозревали не только в преследовании критиков режима. Среди выложенных в открытый доступ депеш американских дипломатов есть телеграмма, отправленная в Вашингтон в начале 2007 года послом США в Белоруссии Карен Стюарт, в которой говорится, что белорусская ассоциация ветеранов спецподразделений МВД «Честь», возглавляемая Сиваковым, подозревается в «крышевании» и отмывании денег в особо крупных размерах.

## Санкции
Юрий Сиваков включён в «Чёрный список ЕС»: его имя связывают с исчезновениями людей в 1999 году. Также Сиваков находится в списке специально обозначенных граждан и заблокированных лиц США, в санкционных списке Канады, Великобритании и Швейцарии.